# چشم توفان

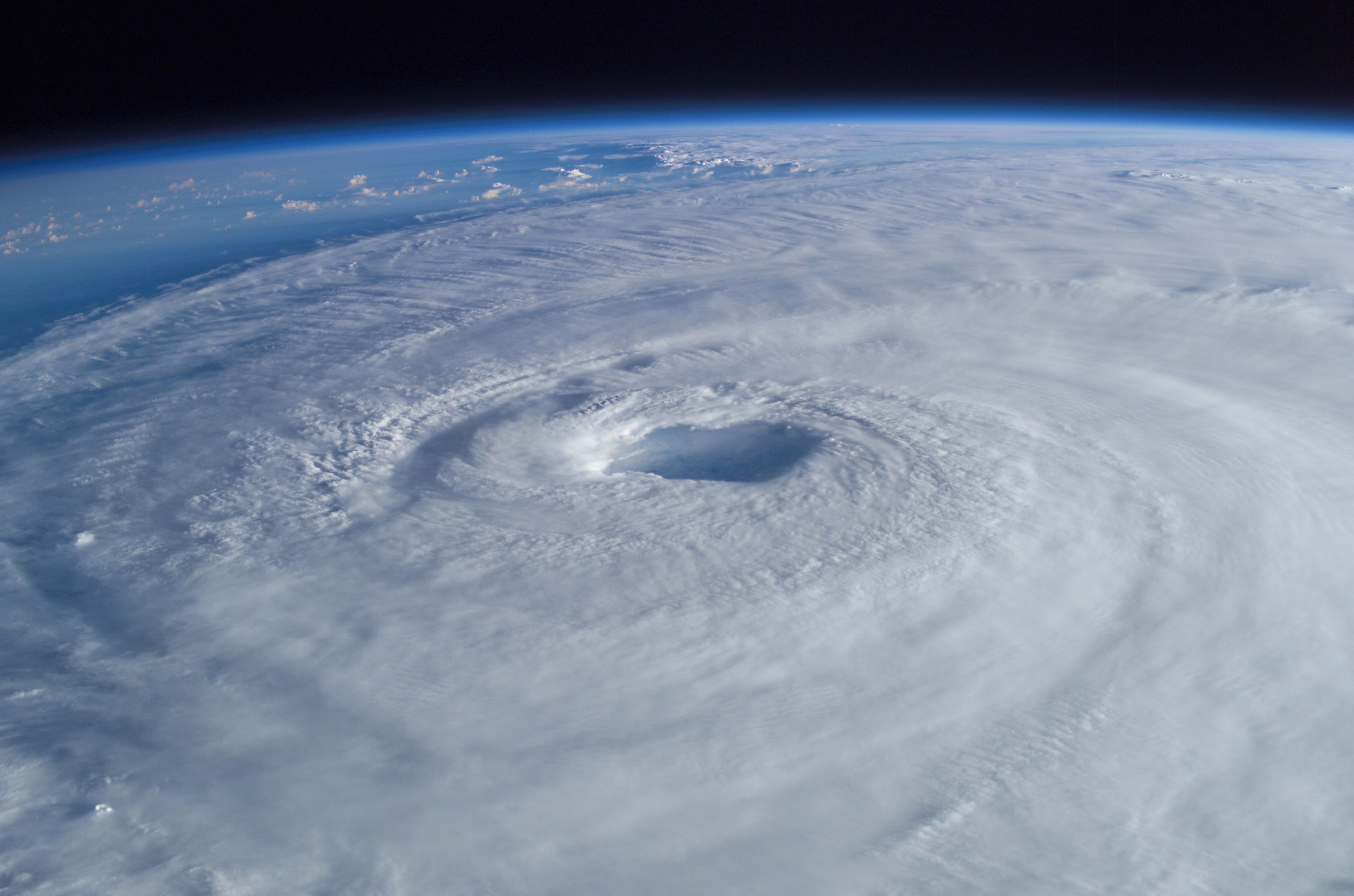
نمایی از توفند ایزابل (۲۰۰۳) از مدار زمین که در هنگام مأموریت ۷ ایستگاه فضایی بین‌المللی گرفته شده است. چشم توفان، دیوار چشم و نوارهای باران احاطه‌کنندهٔ آن در این نگاره به‌خوبی دیده می‌شوند.

چشم توفان یا چشم چرخند ناحیه‌ای است با هوای آرام که در میانهٔ چرخندهای شدید حارّه‌ای ایجاد می‌شود.
چشم توفان پهنه‌ای تقریباً دایره‌وار، همراه با باد نسبتاً سبک و هوای صاف، است که با «چشم‌دیواره» محصور می‌شود. قطر چشم توفان معمولاً ۳۰ تا ۶۵ کیلومتر می‌باشد.
چشم‌دیواره، دیواره‌ای از ابرهای کومولونیمبوس (کومه‌ای‌بارا) است که چشم توفان را دربرمی‌گیرد. چشم‌دیواره جایی است که حلقه‌ای از تندرهای بلندبالا و توفنده در آن قرار دارند و شدیدترین هوای توفانی در آن رخ می‌دهد.
کم‌ترین فشار جوّی توفان در چشم آن پدید می‌آید و این فشار می‌تواند تا ۱۵ درصد کم‌تر از فشار جوی منطقه بیرون از توفان باشد.
در چرخند حاره‌ای، همرفت باعث می‌شود باندهایی از هوا پر از بخار شروع به چرخش در اطراف یک مرکز مشترک کنند. ناگهان، باند هوا در فاصله شعاعی معینی شروع به چرخش بیشتر از سایر نقاط می‌کند. این منطقه به «چشم» تبدیل می‌شود - منطقه ای که قوی‌ترین بادهای توفان را اطراف خود دارد. بیشتر هوایی که از سطح اقیانوس به سمت توفان حرکت می‌کند پس از آن، بر فراز ابرهای طوفانی و اطراف لبه بیرونی، به جایی که آغاز شده است، جریان می‌یابد. این یک حلقه بازخورد مثبت ایجاد می‌کند، که توسعه طوفان را به دنبال دارد.
به دلایل ناشناخته، تمام هوایی که از درفت‌ها بالا می‌رود، در لبه بیرونی توفان جریان ندارد. مقدار کمی به طرف دیگر می‌رود که در مرکز طوفان در حال غرق شدن است. در یک مقطع خاص، وزن این هوای سرکش مقاومت نیروی درفت در منطقه مرکزی را خنثی می‌کند. سپس از قدرت آنها پیشی می‌گیرد، اما به سختی: هوا شروع می‌کند به آرامی در مرکز توفان فرود می‌آید، و منطقه ای بدون باران را ایجاد می‌کند. این چشم تازه شکل گرفته است. در روی زمین، مرکز چشم، آرامترین بخش طوفان است، با آسمانی عاری از باد، ابر یا باران. با این وجود، برفراز اقیانوس احتمالاً خطرناکترین منطقه است است: در داخل امواج از همه جهت به یکدیگر می‌چسبند و امواج هیولا به ارتفاع ۱۳۰ فوت (۴۰ متر) ایجاد می‌کنند.
گرچه آرامش در گذر ممکن است شما را برای خروج از خانه یا پناهگاه خود فریب دهد، سرویس ملی هواشناسی به شدت توصیه می‌کند که در خانه بمانید. مردم غالباً با وزش باد شدید از طرف مقابل چشم، غافلگیر می‌شوند. هیچ‌کس آن را کاملاً درک نمی‌کند، اما در مورد توفان‌ها چنین می‌گوید: اول یک چشم، سپس جهان.